# Iarina tanzanica
Iarina tanzanica är en skalbaggsart som beskrevs av Yélamos 1996. Iarina tanzanica ingår i släktet Iarina och familjen stumpbaggar. Inga underarter finns listade i Catalogue of Life.